# 381 TCN
381 TCN là một năm trong lịch La Mã.